# دهستان کوماسی
دهستان کوماسی نام دهستانی در بخش مرکزی شهرستان مریوان، استان کردستان در ایران است. براساس سرشماری مرکز آمار ایران در سال ۱۳۸۵، جمعیت آن ۴۶۵۵ نفر (۱۰۵۸ خانوار) بوده‌است.